# Anhydrophryne
Anhydrophryne es un género de anfibios anuros de la familia Pyxicephalidae. Se distribuyen por Sudáfrica.

## Especies
Según ASW:
- Anhydrophryne hewitti (FitzSimons, 1947)
- Anhydrophryne ngongoniensis (Bishop & Passmore, 1993)
- Anhydrophryne rattrayi Hewitt, 1919